# Alexandra Sidorovici
Alexandra Sidorovici (n. 1906, Constanța – d. 2000, București) a fost o politiciană comunistă română.

## Activitate politică
Alexandra Sidorovici a fost acuzator la “Tribunalul poporului” (1945-1946) în procesele intentate unor reprezentanți ai elitei politice și culturale românești („lotul ziariștilor fasciști” ) și „criminalilor de război din Transnistria”). Printre cei 14 jurnaliști și intelectuali incluși în „lotul ziariștilor fasciști” se regăseau Pan M. Vizirescu, Pamfil Șeicaru (directorul ziarului Curentul), Stelian Popescu (directorul ziarului Universul), cunoscutul poet și gânditor naționalist Nichifor Crainic și Radu Gyr, comandant legionar, șeful regiunii Oltenia, poet legionar, fost director al Teatrelor în 1940-1941, pe care Alexandra Sidorovici împreună cu Const. Vicol, Ion D. Ioan și Avram Bunaciu i-au acuzat că „prin articolele de ziare, broșuri sau conferințe, s-au pus în slujba propagandei fasciste sau hitleriste sau au contribuit prin acțiunea lor la susținerea unui regim odios și a unei politici externe nefaste, politică ce trebuia să aibă drept consecințe antrenarea României într-o aventură dezastruoasă și prăbușirea politică și militară a țării”.  Pamfil Șeicaru și Grigore Manoilescu (amândoi în contumacie) au primit pedeapsa cu moartea, iar Nichifor Crainic (arestat ulterior în 1948) și Stelian Popescu (în contumacie) – muncă silnică pe viață. Restul a primit condamnări între 12 și 20 de ani..
A fost apoi deputată de București în Marea Adunare Națională (1946-1952); secretar general al Ministerului Minelor și Petrolului (1948-1958); secretar general al Uniunii Femeilor Democrate Române din 1948. În 1950, Alexandra Sidorovici era conferențiar, adjunct șef de catedră la catedra de marxism-leninism de la Institutul Politehnic din București.
În 1971, Alexandra Sidorovici a fost decorată cu Ordinul 23 August. Alexandra Sidorovici a fost membră PCR/PMR din 1936.

## Familie
A fost soția lui Silviu Brucan, politician comunist român, diplomat și important critic al regimului lui Nicolae Ceaușescu. Au avut împreună trei copii.

## Distincții
- Medalia „40 de ani de la înființarea Partidului Comunist din Romînia” (6 mai 1961) „pentru activitate îndelungată în mișcarea muncitorească și merite în opera de construire a socialismului”[7]
- Ordinul „23 August” clasa a III-a (4 mai 1971) „cu prilejul aniversării a 50 de ani de la constituirea Partidului Comunist Român, [...] pentru activitate îndelungată în mișcarea muncitorească și merite deosebite în opera de construire a socialismului”[8]